# Das Leben ist ein Bauernhof
Das Leben ist ein Bauernhof ist ein deutscher Fernsehfilm der ARD aus dem Jahr 2012.

## Handlung
Bernhard Stolz ist ein erfolgreicher Gewürzhändler und lebt in einer oberflächlichen Beziehung mit seiner Freundin Caro. Eines Tages bekommt er von seiner Nichte Kathi die Nachricht, dass seine Schwester Marlies verstorben ist. Sofort sucht er seinen Bruder Hannes auf, der als Mönch in einem Benediktinerkloster lebt. Auf dem Weg zur Beerdigung kommt es zu Missstimmungen zwischen den Brüdern, die die vergangenen zwölf Jahre über nur wenig Kontakt miteinander hatten. Auch die 17-jährige, kurz vor ihrem Abitur stehende Nichte Kathi reagiert reserviert auf ihre beiden Onkel, die sich jahrelang nicht um Marlies gekümmert haben.
Auf noch mehr Widerstand Kathis stößt Bernhard, als er am nächsten Tag vorschlägt, den Bauernhof zu verkaufen, da dieser unrentabel sei und Kathi ihn nur schwerlich alleine betreiben könne. Dorfbewohner Alois Hirsegger meldet sein Interesse an, den Hof für seinen Sohn Franz zu erwerben. Kathi wiederum will den Hof in einen Biobauernhof umwandeln.
Eigentlich will Bernhard direkt nach der Beerdigung wieder nach Hause zurückkehren, ändert aber seine Pläne, als Kathi Post von Vormundschaftsgericht und Finanzamt sowie Besuch von einem Gerichtsvollzieher bekommt. Von diesem erfahren die Brüder, dass noch unbezahlte Raten in Höhe von 17.000 Euro von einem Kredit offen sind, den Marlies für die Behandlung ihrer Leukämieerkrankung abgeschlossen hatte. Wenn der Kredit und die auf dem Hof liegenden Schulden von insgesamt 300.000 Euro nicht innerhalb von zwei Wochen beglichen werden, droht die Zwangsversteigerung des Hofes.
Trotz anfänglichen Widerwillens entwickelt Kathi langsam Sympathie für Franz. Bernhard wiederum trifft wieder auf seine frühere Jugendliebe, die Tierärztin Johanna. Bernhard reagiert auch wenig begeistert, als Caro plötzlich am Hof auftaucht. Enttäuscht reist Caro wieder ab.
Zur Lösung der finanziellen Probleme bietet Johanna an, die Hütte, die sich auf ihrer Alm befindet und um die 200.000 Euro wert sein dürfte, an Hirsegger zu verkaufen; ungefähr 100.000 Euro könnte Bernhard bei der Bank beschaffen. Bernhard einigt sich mit Hirsegger auf einen Preis von 180.000 Euro; die Familie Stolz wird verpflichtet, den verwilderten Fußweg zur Hütte zu sanieren. Hinterrücks machen der Bankbeamte und Hirsegger einen Deal aus, der Hirsegger zur Übernahme des Hofes verhelfen soll. Als es mit Hilfe von Hannes’ Ordensbrüdern doch noch gelingt, den Weg zur Hütte freizuräumen, zieht Hirsegger seine Kaufzusage zurück. Enttäuscht fährt Bernhard nach Hause zurück.
Als er jedoch vom Vormundschaftsgericht informiert wird, dass Kathi ihn als Vormund vorgeschlagen hat, erscheint er gerade noch rechtzeitig zum Versteigerungstermin und erhält den Zuschlag für den Hof mit Hilfe einer Bankbürgschaft als Sicherheit. Kathi lädt zu einer Feier auf ihrem Hof ein, um ihr bestandenes Abitur zu feiern, und stellt dabei ihre beiden Onkel sowie Franz als ihren Freund vor.

## Kritiken
„Sympathisch-harmlose (Fernseh-)Familienunterhaltung.“

„Bei den Akteuren ragt besonders Nachwuchskollegin Katharina Goebel heraus, die ihre eigenwillige Kathi sehr natürlich, sensibel und selbstbewusst verkörpert. Das Thema Familie, dem in Zeiten der Singlegesellschaft in Kultur und Medien so viel Aufmerksamkeit zukommt, meint hier einmal nicht die Kleinfamilie aus Eltern und Kind. Kronthalers Film erinnert an etwas Archaischeres – an die oft vergessenen, kraftvollen und, wenn es gut geht, hilfreichen Blutsbande der Sippe, wie sie über viele Verwandtschaftsgrade und Generationen hinweg wie von Gott gegeben einfach da sind.“

„Immerhin bekommt der Zuschauer eine andere Form der Familie zu sehen, also eben mal keine Klein- oder Patchworkfamilie. Natürlich ist es ziemlich an den Haaren herbeigezogen, dass sich drei einander wildfremde Leute gegenseitig helfen sollen, nur weil sie zu einer Familie gehören, und das auch noch von jetzt auf gleich. Es funktioniert aber – wohl auch deshalb, weil ein Scheitern in einem deutschen Familienfilm einfach nicht vorgesehen ist. Dann nämlich müsste der Filmtitel auch anders lauten: ‚Das Leben ist kein Bauernhof‘“